# Soteska (Dolenjske Toplice, Slovenija)
Soteska je naselje u slovenskoj Općini Dolenjskim Topllicama. Soteska se nalazi u pokrajini Dolenjskoj i statističkoj regiji Jugoistočnoj Sloveniji. 

## Stanovništvo
Prema popisu stanovništva iz 2002. godine naselje je imalo 177 stanovnika.